# Slag om Parijs
De Slag om Parijs was een slag die werd geleverd op 30 en 31 maart 1814. Het was de laatste en definitieve overwinning van de Zesde Coalitie (Rusland, Oostenrijk en Pruisen) op het Eerste Franse Keizerrijk onder leiding van Napoleon. 
Na de mislukte invasie van Rusland trok Napoleon zich met zijn legers terug in 1813. De coalitielegers voegden zich samen en overwonnen de Fransen in de slag bij Leipzig. Keizer Frans I van Oostenrijk was geïnteresseerd in vrede met de Fransen maar Rusland, gesteund door Pruisen, wilde Frankrijk binnenvallen en Parijs innemen als vergelding voor de plundering van Moskou door Napoleon een jaar eerder. Na de inname van Parijs door de legers van Rusland, Pruisen en Oostenrijk met aan het hoofd tsaar Alexander I van Rusland werd Napoleon genoodzaakt zijn troon op te geven en werd hij verbannen naar het eiland Elba. Dit was de eerste inname van Parijs door vreemde legers in bijna 400 jaar (sinds de Honderdjarige Oorlog).
Lodewijk XVIII, volgens de Zesde Coalitie de wettelijke monarch van Frankrijk, landde op 24 april in Calais en kwam op 3 mei aan te Parijs.